# 湖东街道 (大同县)
湖东街道，是中华人民共和国山西省大同市云州区下辖的一个乡镇级行政单位。

## 行政区划
湖东街道下辖以下地区：
第一社区、第二社区、第三社区、第四社区、第五社区和第六社区。